# サイケデリックトランス

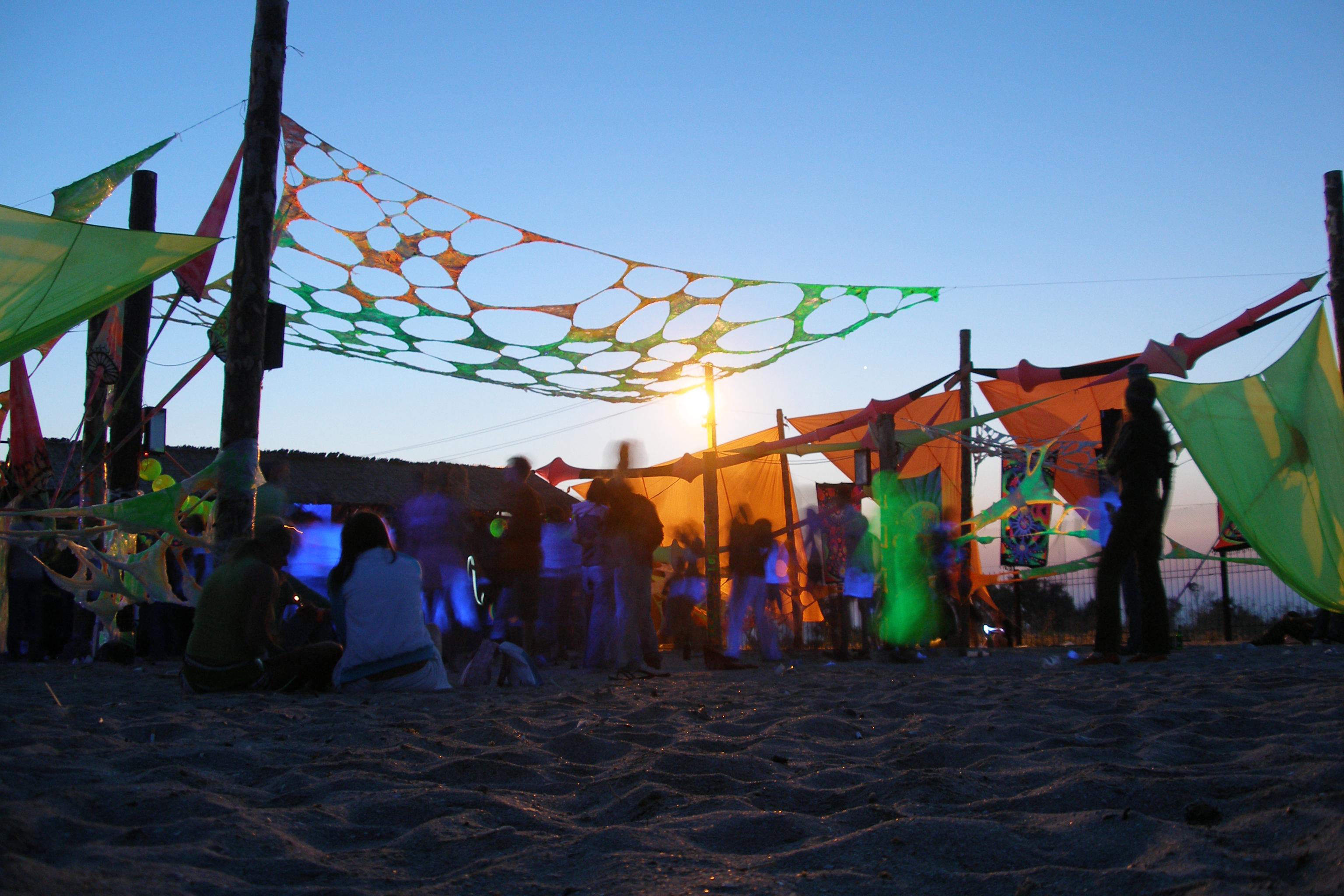
サイケデリックトランスのパーティ

サイケデリックトランス（英: psychedelic trance）は、ゴアトランスから派生したよりサイケ色が強まったトランス。1990年代初頭からこのジャンルに属する音楽が出始めた。イギリス、イスラエル、ゴア、ブラジルで主に盛んである。サイケデリックトランスミュージックは、「フルオン」、「ミニマル」、「ダーク」および「ダークフルオン」、「プログレッシヴ」、「モーニング」、「アンビエント（サイビエント）」などに分類される。

## 歴史
1980年代後半にドイツで誕生したトランスが、1990年代、ヒッピーの聖地、インドのゴア州のビーチでアレンジされてゴアトランスとなり、さらにそれが発展したのがサイケデリックトランスである。ゴアトランスでは、民族的な音階やパーカッションを多用し、曼荼羅やシヴァなどのインド的、ヒッピー的なテーマを扱ったが、サイケデリックトランスでは催眠的な高揚感・トランス感が重視され、必ずしもそのようなテーマが扱われるとは限らない。

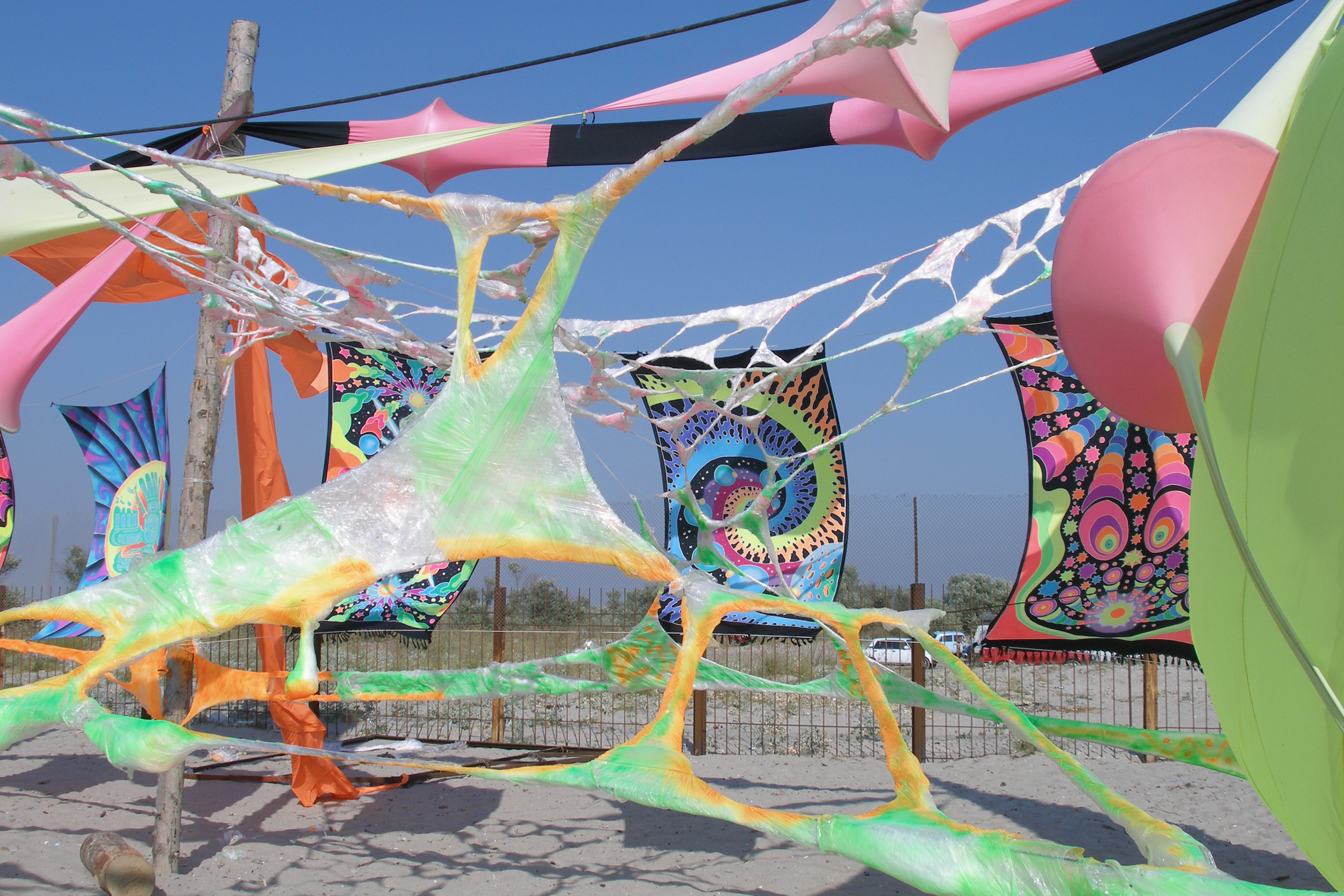
パーティの装飾

ゴアトランスは多くの国において、他のジャンルのトランス音楽と比較すると、アンダーグラウンドな存在であり、ヒッピーのフェスティバルの流れを汲む野外パーティー（レイヴと呼ばれることが多い）やフェスで耳にすることが多い音楽であった。
サイケデリックトランスもその点ではゴアトランスを継承しているが、リスナー人口も増え、より円熟した、商業的なシーンとして成立している面もある。両者の音楽性の違いはこのあたりにも起因するかもしれない。
2010年代半ばからは、145BPM前後のフルオンは下火となり、フルオンのアーティストの多くは136~142BPMあたりの制作に転換した。ITの発展により、異国間の共同制作も行われるようになった。また、ヨーロッパにて発展してきたアップリフティング・トランスと融合した曲も製作されるようになった。

## 野外パーティ（レイブ）とゴア / サイケデリックトランス
ゴアトランス、サイケデリックトランスと野外パーティ（日本ではレイブとも呼ばれる）は切っても切り離せない。それは単なるダンスミュージックのための集会という枠を超え、参加者たちにとってはひとつの祝祭であり、シーンにおいて最重要視される場である。
ゴアでは入植した西洋人により古くから野外でパーティが催されていた。その流れから、1960年代にヒッピーたちが集まるようになってからは彼らによって野外でサイケデリックロックなどのセッションが行われるようになり、パーティ・フェスが常時行われる「聖地」となっていった。
当時のヒッピーたちは自然回帰や東洋宗教への関心を強く持っており、彼らにとってはこうしたパーティはシャーマニズムや、ヒンドゥー教の秘教的な祝祭のオマージュであった。そのため、参加者たちは高揚感やシャーマン的なトランス状態を求めてLSDなどの薬物や大麻などを使用した。
ゴアトランスは、ヒッピー・ムーブメント以後もゴアで続いていた野外パーティにテクノ、トランスが持ち込まれていく中で生まれ、多くの面でその性質を継承することとなった。ただし、ゴアトランスのアーティストの多くはヒッピー・ムーヴメントを知らないテクノ世代であり、彼らがそのままヒッピー的な思想を継承していたというよりは、失われたヒッピーたちやインドのゴアという土地へのオマージュであったと推測される（ゴアトランス揺籃期のゴアには、ヒッピーの残党たちがまだ残っていたようだ。初期のトランスDJであり現在も第一線で活躍する ゴア・ギルは、そうした人々の一人である）。

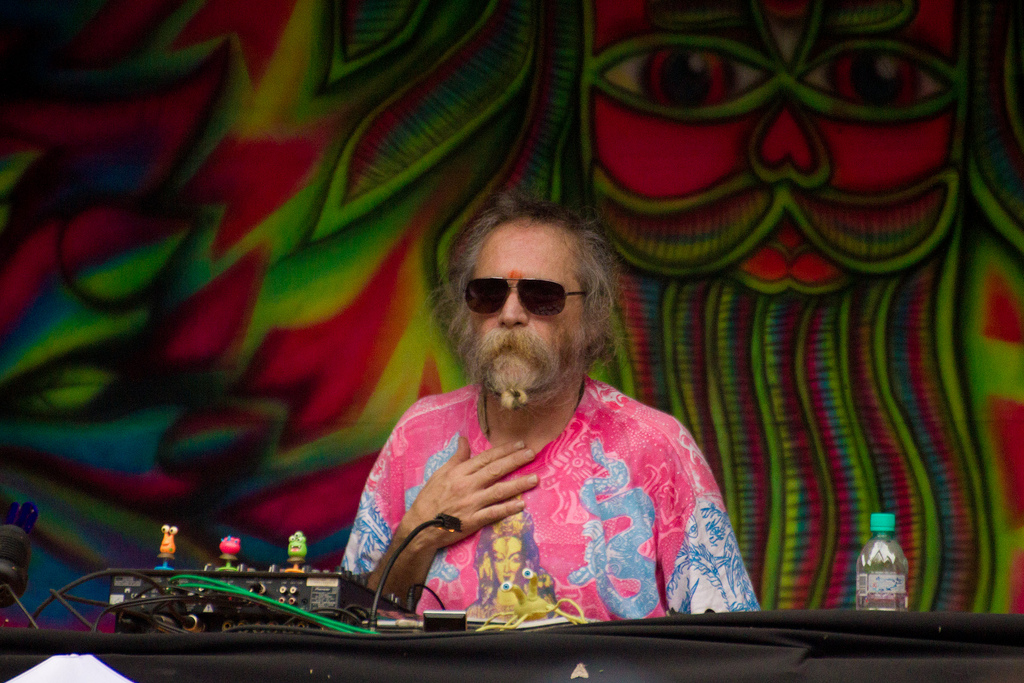
ゴア・ギル（2010年）

その後ゴアトランスのシーンはそのままサイケデリックトランスに取って代わられ、野外パーティもサイケデリックトランスが主流となっていった。
現代のサイケデリックトランスのシーンにおいてはヒッピー的な色はかなり薄まっているが、パーティは依然として参加者にとって一種の呪術的な祝祭である。このパーティを重要視するがゆえに、サイケデリックトランスでは、催眠的な状態を誘発するような刺激的な音が追求され続けているのである。

## 主要アーティスト

### ゴア系
- Astral Projection （英語版）（イスラエルトランスのパイオニア）
- California Sunshine
- Doof（英語版）
- Eat Static（英語版）
- Hallucinogen
- Holymen
- Juno Reactor
- Koxbox（英語版）
- Man With No Name（英語版）
- The Infinity Project
- Third Eye
- Total Eclipse （英語版）
- Zodiac Youth
- 1200 Micrograms（英語版）

など。

### サイケ系
- X-Dream（Radioはゴアからサイケへの橋渡し的アルバム）
- Wizzy Noize
- Infected Mushroom
- Chakra
- Cosmosis
- GMS
- Hux Flux
- Psy Craft
- Antidote
- Talamasca
- The Delta
- Nomad
- Deedrah

などがその下地を作り、現在では
- Ami / DJ AMI
- Ananda Shake
- Astrix
- Azax Syndrom
- Cosma
- Domestic
- Dynamic
- EMP
- Eskimo
- Exaile
- Faders
- Frozen Ghost
- G.M.S.
- Gataka
- Hiyarant
- Intersys
- Kali
- Painkiller
- Perplex
- Phyx
- Psysex
- Puzzle
- Sari
- Sesto Sento
- Shift
- Sirius Isness
- Skazi
- Slug
- Smugg Juggler
- System Nipel
- Talamasca
- Vibe Tribe
- Xerox & Illumination
- Zion Linguist

など。

### プログレッシヴトランス
- Atmos
- Kox boxの別名義Saiko Pod
- NOMA
- S.A.L.
- Son Kite
- STANDARD CLEAR
- Ticon
- Tryptamoon
- Vibrasphere
- Vini Vici (Sesto Sentoより派生)
- Major7 (X-noiZeより派生)
- Liquid Soul
- Symbolic

など。

### その他
従来のサイケデリックトランスの基本的な構成に加えてギターを使ったトランスシーンを作り上げた代表的なアーティスト
- S.U.N Project
- Electric Universe
- The Delta
- Johan Bley（Juno Reactorのメンバー）
- Tim Schuldt
- Skazi

### ミニマル
ホラーゴシックな雰囲気で他を圧倒させたThe Deltaにより、そのミニマリスティックな音を発展させた
- Midimilz
- Authentik
- Organic Noise
- Fuzzion。

### ダーク系
The Deltaのホラー感を味付けし、よりダークで激しい音を追求させたXenomorph。ここにダークサイケデリックトランスのブームが訪れる。ロシアよりクールかつダークなサウンドを引っさげて登場したParasense、そして古参DJとしても知られるGoa Gilによってダークサイケデリックトランスに火がつく。過剰なまでのSEと高速のビートが特徴だが決して音がダークなわけではない。代表的なアーティストでは
- The Nommos
- Terminator
- Kindzadza
- Ocelot
- Dejan
- Dark Nebula
- CPC
- Penta
- Psykovsky
- Osom
- Cosmo
- Fobi
- Polyphonia

など。

### モーニング
「モーニング」系と呼ばれるものは、朝方によく似合うとされているサウンド。特徴としては「泣き」と言われる美しいメロディと適度なノリである意味ゴアトランス直系の音と言っていい。そのルーツはThe Muses RaptやJaia、California Sunshineであろう。代表的なアーティストに
- Zorba
- Protoculture
- Ananda Shake
- Electro Sun
- S-Range、
- Phony Orphants

など。

### アンビエントサイケ（サイビエント）
その歴史は古い。かつてのゴアトランスには必ずといっていいほど、アンビエントトラックが1曲は入っていた。ここでのアンビエントとは本来のアンビエントとは意味が異なる。レイヴパーティーで興奮した脳、体、精神を安らげるための効果（チル）を得るために作られた曲を指す。有名なものではT.I.P.(The Infinity Project)のデビューアルバム Mystical Experienceと、当時のTIPメンバー総動員で作られたMystery  Of The Yeti。特にMystery Of YetiはHallucinogen、Total Eclipse、The Infinity Projectらが結集して作られた傑作アルバム。Shpongleのルーツでもある。代表的アーティストに
- Celtic Cross
- Ott
- Shulman
- Entheogenic
- Makyo
- Vibrasphere
- ishq
- Aes Dana

など。

### 日本のアーティスト
- Spectra Sonics
- Gu
- Xipe totecs
- AJURIKA

## 主要レーベル
2015年以降のリリースがあるレーベルには、以下などが挙げられる。
- Alteza Records
- Blue Tunes Records
- Bounce Recordings
- Critical Overload
- Dinamode Records
- Iboga Records
- Iono Music
- Mainstage Records
- Nutek Records
- Sacred Technology
- Sourcecode Transmissions
- Spin Twist Records
- X7M Records